# Главный корпус Южно-Уральского государственного университета
Главный корпус Южно-Уральского государственного университета (Главный корпус ЮУрГУ, Главный учебный корпус ЮУрГУ, с 1951 по 1990 год — Главный учебный корпус Челябинского политехнического института (ЧПИ)) — центральное здание университетского комплекса Южно-Уральского государственного университета (ЮУрГУ). Проект корпуса был создан Государственным институтом по проектированию высших учебных заведений в 1951 году. Архитектор — С. В. Истомин. Построен в «усечённом» виде в 1960 году. Достроен по первоначальному (с усовершенствованиями) проекту в 2001—2004 годах. Архитекторы (кафедра архитектуры ЮУрГУ) — М. Ю. Узунов, С. И. Савчук, С. Г. Шабиев, М. Г. Бояркина. С 2003 по 2007 год являлся самым высоким зданием Челябинска. Высота — 86 м

## История

### Проект корпуса
Проект главного корпуса Челябинского политехнического института (ЧПИ, с 1997 года — ЮУрГУ) был разработан в Государственном институте по проектированию высших учебных заведений в 1951 году. Архитектор — С. В. Истомин.
Прототипом архитектурно-пространственной структуры главного корпуса ЧПИ было главное здание Московского государственного университета имени М. В. Ломоносова. Здание должно было стать одной из сталинских высоток.
По проекту главный корпус ЧПИ представлял собой фактически комплекс зданий. Планировка центральной части комплекса выделялась парадным курдонёром, ориентированным на юг. Два боковых крыла здания образовывали западный и восточный полузамкнутые дворы. Его объёмно-пространственная структура имела композиционно выделенную центральную часть.
По проекту со стороны дворового пространства главного корпуса располагалось пристроенное к нему 2-этажное здание библиотеки с актовым залом. В состав архитектурного ансамбля входили отдельно стоящие в качестве периметральной застройки здания учебно-лабораторного назначения, котельная и блок гаража на 20 автомобилей. Двор представлял собой единую рекреационную зону с благоустройством и озеленением всей территории. Он предназначался для отдыха преподавателей, студентов и сотрудников ЧПИ. Общая плотность застройки территории, согласно проекту, была достаточно невысока. Вокруг были зарезервированы участки земли, предусмотренные для перспективного развития института.

### Период 1954—1960 годов
Проект Евгения Александрова утвердили в 1952 году — на здании высотки предполагалось возвести шпиль. В 1955—1956 годах были построены боковые здания в четыре этажа, в 1957 году — семь этажей центрального. В ходе развернувшейся борьбы с «архитектурными излишествами» в середине 1950-х годов секретарём Челябинского обкома КПСС Н. Лаптевым была дана команда убрать из проектов недостроенные на многоэтажных зданиях верхние этажи, а от шпилей и надстроек — избавиться. Главный корпус Челябинского политехнического института был возведен в 1960—1961 годах с большими изменениями по сравнению с первоначальным проектом.
В ходе строительства главного корпуса была упрощена его проектная документация, были сделаны следующие изменения:
- ликвидированы в центральной части четыре верхних этажа с башней и шпилем,
- центральная часть была построена не в восьми-, а в семиэтажном исполнении,
- не были сделаны выступающие объёмы в средних частях главного и дворового фасадов,
- на дворовом фасаде были уменьшены размеры выступов угловых объёмов полузамкнутых дворов, придававших объекту подчёркнуто симметричный характер,
- западное и восточное крылья корпуса, имевшие по проекту по 4 этажа, были возведены 5-этажными.

Вследствие изменения проекта существенно ухудшилось пропорциональное соотношение основных объёмов и композиция главного фасада корпуса ЧПИ, здание приобрело весьма безликий характер, утратив черты градостроительной доминанты и композиционной завершённости.

### Период 2001—2004 годов
В 1994 году специалистами кафедры архитектуры ЮУрГУ по инициативе ректора Г. П. Вяткина начал разрабатываться проект по реконструкции комплекса главного корпуса университета. Целью проекта являлось восстановление первоначального архитектурного облика здания, придание ему роли градостроительной доминанты Челябинска. Основными авторами проекта были М. Ю. Узунов, С. И. Савчук, С. Г. Шабиев и М. Г. Бояркина.
В 1998 году проект «Реконструкция главного корпуса ЮУрГУ» был согласован на Градостроительном совете Главархитектуры администрации города Челябинска. В период 1998—2001 годов была разработана вся проектная документация для реконструкции центральной части главного корпуса.
С 2001 по 2004 год в условиях непрерывного учебного процесса были надстроены три этажа, технический этаж, две башни и шпиль. На вершине шпиля водружён герб Российской Федерации. Высота здания по верху герба — 86 м. В 2001—2003 годах был реализован проект реконструкции главного корпуса университета, в результате которого была выстроена центральная часть здания. Западная и восточные вставки были возведены в 2008 и 2012 годах соответственно. Архитекторами проекта реконструкции были С. Г. Шабиев и М. Тюрин. До реконструкции здание имело 7 этажей и скатное покрытие. Его дополнила башенная надстройка в классическом стиле и шпиль, высота которого 86 метров. Изменения произошли в интерьере центральной части главного корпуса — был снесён внутренний деревянный тамбур, он был вынесен наружу и стал двухуровневым, что расширило вестибюль и позволило разместить на втором этаже университета зимний сад.
Основными архитектурными особенностями объёмно-пространственной структуры главного корпуса по проекту 1990-х годов, в отличие от проекта 1951 года, является наличие двух боковых башен и технический этаж.
В 2003 году архитектурный облик корпуса дополнили скульптуры из меди на крыше центрального здания ЮУрГУ — фигура Прометея, несущего огонь знаний и богини победы Ники, голова которой покрыта венком славы. Скульптуры составили единую композицию вместе с памятником студента, который с 1994 года стоит перед входом в главный корпус ЮУрГУ. Группа фигур создана уральским скульптором, народным художником России В. А. Авакяном.
Главный корпус ЮУрГУ входит в перечень достопримечательностей города Челябинска. Изображение силуэта главного корпуса присутствует на логотипе и флаге ЮУрГУ.

## Галерея
- Центральный корпус ЮУрГУ
- Главный корпус ЮУрГУ со стороны реки Миасс
- Главный корпус ЮУрГУ и проспект Ленина
зимним днём во время смога
- Главный корпус зимним днём — вид со стороны корпуса 3бв
- Вид с юго-запада
- Центральная башня корпуса
- Центральная часть корпуса и главный вход
- Фигура «Ника»
- Фигура «Прометей»
- Памятник «Студент» у главного входа в ЮУрГУ
- Главный корпус ЮУрГУ ночью